# Porcellio dominici
Porcellio dominici är en kräftdjursart som beskrevs av Di Maio och S. Caruso 2006. Porcellio dominici ingår i släktet Porcellio och familjen Porcellionidae. Inga underarter finns listade i Catalogue of Life.